# Геронтологічна група LongeviQuest (LQ)
Геронтологічна група LongeviQuest (LQ) — група яка на початку 2023 року почала займатися довголіттям довгожителів, така як Група геронтологічних досліджень (GRG), яка була заснована у грудні 2022 році Беном Мейерсом і Робертом Янгом. Вебсайт запустили у лютому 2023 році. Група перевіряє і відстежує супердовгожителів, яка перевіряє документи вірні чи правильні, і якщо це так, довгожителя включають в офіційні таблиці супердовгожителів. Також група LongeviQuest (LQ) завела свою групу у Twitter
.
Група LongeviQuest (LQ) перевіряє людей, які досягли 110 років, досліджуючи докази та документи, подані заявником, або його родиною.
Також випадки, які були визнані Групи геронтологічних досліджень (GRG), GRG Японії, Латиноамериканськими суперстолітниками (LAS) і Книгою рекордів Гіннеса, також визнані LongeviQuest (LQ).
Від січня 2023 року група LongeviQuest (LQ) вже доказала вік понад 150 людей, які старіші 110 років.